# 钱应麟
钱应麟（1915年4月—1997年6月2日），男，浙江杭州人，中华人民共和国政治人物，曾任北京铁道学院党委书记、院长，中华人民共和国铁道部副部长。